# 김선향 (레슬링 선수)
김선향(1997년 4월 9일~)은 조선민주주의인민공화국의 레슬링 선수이다. 2017년 세계 선수권 대회에 참가해 -48kg 급에서 동메달을 획득했다.

## 경력
2013년 조선민주주의인민공화국 청소년 레슬링 국가대표로 발탁되었다. 아시아 유스 선수권 2회 우승했으며 2014년 8월 중화인민공화국 난징에서 열린 2014년 하계 청소년 올림픽에 참가하여 몽골의 벌러르마깅 둘군을 꺾고 -48kg급 금메달을 획득했다.
2017년에 국가대표로 발탁되었다. 같은 해 8월 프랑스 파리에서 열린 2017년 세계 선수권 대회에 참가했으며 동메달 결정전에서 미국의 빅토리아 앤서니를 꺾으며 동메달을 획득했다. 이듬해인 2018년 8월에는 인도네시아 자카르타에서 열린 2018년 아시안 게임에 참가했고 동메달을 획득했다. 같은 해 10월에는 헝가리 부다페스트에서 열린 2018년 세계 선수권 대회에서 5위에 올랐다.
2019년 9월에는 카자흐스탄 누르술탄에서 열린 2019년 세계 선수권 대회에 참가했으며 미국의 휘트니 컨더를 꺾었으나 다음 상대인 중국의 쑨야난에게 패하면서 13위로 대회를 마쳤다. 이 대회 이후 조선민주주의인민공화국 대표팀이 국제 대회에 불참하면서 국제 대회에 출전하지 않다가 2023년 10월 중화인민공화국 항저우에서 열린 2022년 아시안 게임을 통해 국제 대회에 복귀했다. 그녀는 이 대회 결승에서 일본의 요시모토 레미나에게 패하여 은메달을 획득했다.
2024년 4월 키르기스스탄 비슈케크에서 열린 2024년 올림픽 레슬링 아시아 예선에 참가했으나 첫 경기 상대인 우즈베키스탄의 악텐게 케우님자예바에게 패하면서 탈락했다. 그러나 같은 해 5월에 튀르키예 이스탄불에서 열린 2024년 올림픽 레슬링 세계 예선에 참가하여 프랑스의 쥘리 사바티에를 꺾고 1위를 차지하면서 2024년 하계 올림픽 출전권을 획득했다.